# Avenida Corrientes

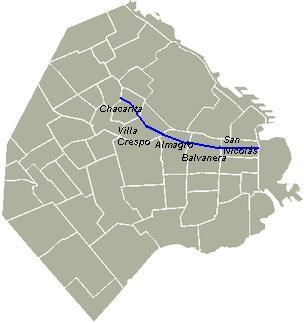

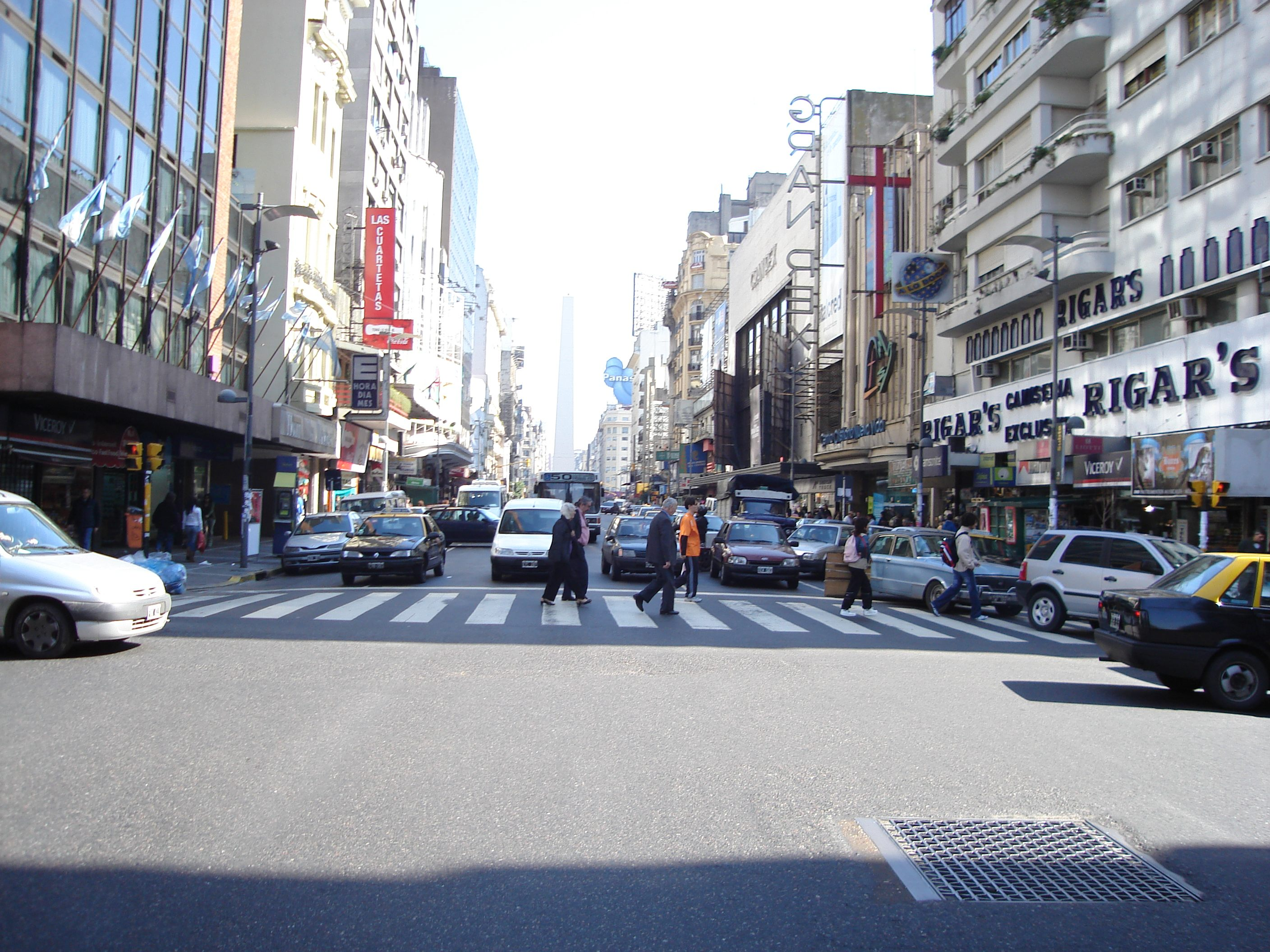
Au carrefour entre Corrientes et Esmeralda, dans la zone des théâtres

L'Avenida Corrientes est une des principales artères de la ville de Buenos Aires, capitale de l'Argentine. Longue de 8,6 km, cette avenue est le véritable axe de la vie nocturne et de la culture bohême de la ville C'est dans ses bars et théâtres que le tango a connu ses heures de gloire : l'icône nationale Carlos Gardel, créateur du tango chanté, y a vécu.
Son nom actuel, qui date officiellement de 1822, est un hommage à la ville argentine de Corrientes, en reconnaissance pour sa participation à la Révolution de Mai. La rue a d'abord été assez étroite avant que commencent, en 1931, des travaux d'aménagement, qui s'achèvent en 1936. La circulation, à sens unique, s'effectue d'ouest en est, c’est-à-dire, de la périphérie vers le centre de la ville. L'avenue nait à proximité du quartier de Puerto Madero, au numéro 402 de la avenida Eduardo Madero, et s'étend vers l'ouest puis le nord-ouest, et se termine au 4200 de la avenida Federico Lacroze, dans le quartier de Chacarita.
La première section, en partant du centre, traverse une zone d'activité financière, jusqu'au croisement avec la calle Florida. L'avenue devient alors un pôle de divertissement reconnu aussi bien par les portègnes que par les touristes, qui parcourent à n'importe quelle heure du jour et de la nuit les nombreux espaces culturels, galeries d'art, salles de théâtre, ou librairies, qui restent ouverts jusqu'à des heures très tardives. Roberto Gil, journaliste dans les années 1950, surnomme ainsi l'avenue la rue qui ne dort jamais.
Après le croisement de l'avenida Callao, Corrientes devient une artère nettement plus commerciale, avec des boutiques de tous types, jusqu'au quartier d'Abasto, autre haut lieu de tourisme autour du tango. L'avenue se termine au niveau du plus grand cimetière de la ville, le cimetière de la Chacarita.
La numérotation des immeubles de l'avenue varie de 1 à 6900, et son tracé de 8,6km croise pas moins de 70 rues ou avenues, dont la célèbre Avenida 9 de Julio et son obélisque, situé à l'intersection des deux artères.
Le premier chemin de fer de l'histoire argentine a emprunté l'avenue et fut surnommé le "train de la mort" lors de l'épidémie de fièvre jaune de 1871, ayant servi à transporter de nombreux cercueils du centre au cimetière à l'ouest. De nos jours, la ligne B du métro de Buenos Aires suit l'avenue sur toute sa longueur.
Plusieurs styles d'architecture caractérisent les immeubles donnant sur l'avenue, de la rigueur l'art académique aux couleurs de l'Art nouveau, avec plusieurs bâtiments de style néo-gothique, et même plusieurs gratte-ciel de style international.
L'Association des Amis de la Rue Corrientes (en espagnol Asociación Amigos de la Calle Corrientes) participe à la planification urbaine de l'avenue, et est notamment à l'origine de 40 plaques commémoratives d'illustres figures du tango disposées à des intersections de l'avenue.

## Histoire

### Les origines de la rue
Au XVIIIe siècle, ce qui est devenu aujourd'hui l'une des avenues les plus importantes de Buenos Aires est un simple chemin de terre appelé camino del Sol, qui s'étend loin du petit village de Buenos Aires. Le tracé débute sur la côte du Rio de la Plata (aujourd'hui la avenida Leandro N. Alem), et s'èvanouit dans les champs, à l'ouest. En 1729, à l'endroit où se trouve aujourd'hui l'obélisque de l'Avenida 9 de Julio, Domingo de Acassuso érige le temple de San Nicolás de Bari, où, pour la première fois à Buenos Aires, a été hissé le drapeau argentin en 1812. La rue prend ainsi le nom de l'église, et devient la Calle San Nicolás.
En 1808, à la suite des victoires sur les Anglais dans les invasions britanniques, la rue est renommée Calle Inchaurregui, en hommage à José Santos de Inchaurregui, un régisseur du Cabildo de Buenos Aires qui se distingue en combattant l'ennemi. Cependant, la rue porte ce nom peu de temps ; à la suite de la Révolution de Mai de 1810, les patriotes décident de l'appeler Corrientes, en hommage à la ville éponyme, première cité à adhérer à la cause indépendantiste. Ce nom devient officiel en 1822.
En 1895, la section située entre les avenues Ángel Gallardo et Scalabrini Ortiz est nommée Triunvirato, et conserve le nom de Corrientes jusqu'à l'avenue Congreso, au nord de la ville. En 1900, la portion Triunvirato est prolongée jusqu'à l'avenue Congreso, et la voie change une dernière fois de nom en 1937, et continue de nos jours à être appelée ainsi : Corrientes entre les avenues Eduardo Madero et Federico Lacroze, et Triuvirato jusqu'à l'avenue Ricardo Balbín.
En 1872 est inauguré entre Esmeralda et Suipacha le Teatro Ópera, puis, entre Maipú et Esmeralda, le Teatro Odeón et le Politeama Argentino, ces deux dernières salles de spectacle ayant été détruites depuis. Jusqu'aux débuts du XXe siècle s'installent plusieurs cafés et restaurants qui restent ouverts la nuit, et qui accueillent à toute heure les plus fameux danseurs, chanteurs et musiciens de tango. À cette époque, de nombreux immigrants juifs de la ville d'Alep s'installent dans le quartier et ouvrent des boutiques sur l'avenue, entre la rue Uriburu et l'actuelle avenue Pueyrredón, dans le quartier surnommé Once, au centre du quartier de Balvanera. À partir de 1914, l'histoire se répète avec des immigrants syriens, arméniens, libanais et juifs séfarades et d'Europe Orientale, persécutés pour des raisons religieuses, ou à cause de la Première Guerre mondiale.
En juillet 1890, durant la Révolution du Parc, l'avenue est le théâtre de violents affrontements, en particulier au niveau de l'intersection avec la rue Paraná, sur les toits de l'église San Nicolás (aujourd'hui détruite), et sur la terrasse du théâtre Politeama.

### L'élargissement
Le gouvernement de Bernardino Rivadavia décrète en 1822 que la rue doit devenir une avenue de 30 verges de large (26 m), mais le projet ne voit pas le jour. C'est en 1910 qu'une ordonnance du maire Joaquín Samuel de Anchorena ordonne l'élargissement de la voie. Cependant, il faut attendre les années 1930 et la nécessité d'adapter le design urbain à la croissance démographique et à l'augmentation du nombre de voitures pour que l'avenue Corrientes soit élargie, de même que de nombreux axes majeurs de la capitale (Santa Fe, Córdoba, Independencia, Belgrano). C'est également à cette époque qu'est percée la avenida Presidente Roque Sáenz Peña, également appelée Diagonal Norte, qui coupe Corrienter en diagonale au niveau de l'obélisque de la avenida 9 de Julio.
Les travaux sont entrepris en 1931 entre les rues Uruguay et Paraná, et élargissent la voie par le côté nord de la chaussée. Les travaux s'achèvent en 1936, sous l'administration Mariano de Vedia y Mitre, au moment de la célébration du quatre-centième anniversaire de la première fondation de Buenos Aires par Pedro de Mendoza. Au même moment, l'église San Nicolás de Bari est détruite, de même que d'autres bâtiments, et l'obélisque est érigé à la place.
L'avancée des travaux d'élargissement rend nécessaire la démolition du Cirque Hippodrome, au croisement avec la rue Carlos Pellegrini. C'est dans ce cirque que le clown et acrobate Frank Brown (en), né en Angleterre, et adoré des porteños, a joué pendant des années.

## Transports

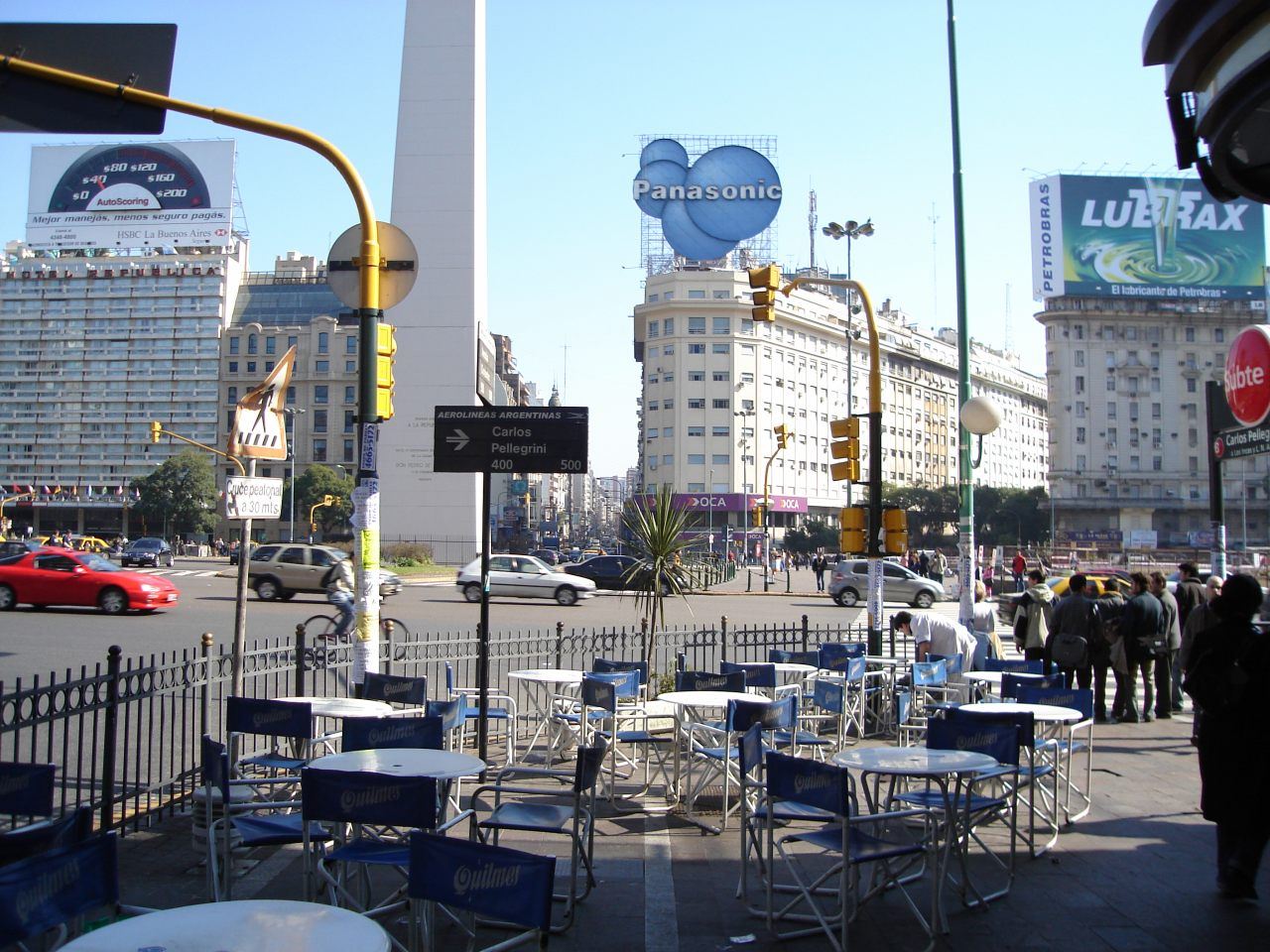
L' Avenida Corrientes à son croisement avec Carlos Pellegrini

### Histoire
En 1857 est inauguré le premier chemin de fer argentin, appelé Ferrocarril Oeste de Buenos Aires. Son tracé suit celui de l'avenue sur une courte distance, entre les avenues Riobamba et Pueyrredón. En 1873, l'urbanisation accélérée de la ville rend désuète l'utilisation de ce train.
Cependant, le chemin de fer a son importance : en 1871, pendant l'épidémie de fièvre jaune, afin d'évacuer plus rapidement les corps de la ville, la ligne est prolongée de l'avenue Pueyrredón à un cimetière prévu à cet effet, à proximité du Parque Los Andes, où se trouve aujourd'hui le Cimetière de la Chacarita. La construction de la section, achevée en deux mois, est menée par l'ingénieur Augusto Ringuelet. Le train utilisé pour le transport des cadavres a vite acquis le surnom de "train de la mort", ou "train funèbre".
À la suite de cet épisode, la compagnie Lacroze obtient en 1887 une concession pour l'exploitation et le prolongement de la voie, et la transforme en ligne de tramway. La ligne est prolongée jusqu'au quartier de Belgrano, et de là, permet un accès à la province. Le contrat est accordé à la condition que le tramway, en plus du transport de voyageurs, serve au transport des cadavres jusqu'au cimetière. Ce tramway, à toit ouvert et aux sièges en bois, joue un grand rôle dans l'agrandissement de la ville vers l'ouest et le nord, et la construction de logements dans des quartiers jusqu'alors occupés par des quintas, grandes propriétés appartenant à la haute société argentine.
Plus récemment, entre 2007 et 2012, une station du tramway Tranvía del Este, qui longe Puerto Madero, est placée à une cinquantaine de mètres du début de l'avenue, sur l'avenue Alicia Moreau de Justo.

### Métro
En 1912, le Congrès National argentin décide de la création d'une seconde ligne de métro, qui doit relier le bureau de poste central et l'avenue Elcano. Le 17 décembre 1927, l'accord financier sur la construction de la ligne est signé à New York, et l'ouvrage revient à la compagnie Lacroze. La première section, d'une longueur de 7.021km, est inaugurée le 17 octobre 1930, et suit l'avenue entre les intersections Lacroze et Callao. Le 22 juin de l'année suivante, la ligne est étendue jusqu'à la station Carlos Pellegrini, sous l'avenida 9 de Julio. Finalement, la ligne B est achevée le 1er décembre 1931, avec la mise en service de la station Leandro N. Alem.

## Lieux d'intérêt particulier

### De l'Avenida Leandro Alem à l'Obélisque
- Le Luna Park
- Le Palacio de Correos
- La section piétonnière de la Calle Florida
- Plusieurs théâtres.
- Restaurant Sorrento, cuisine argentine classique, dans une ambiance assez distinguée (cravate)
- L'Obélisque de Buenos Aires, à l'intersection avec l'Avenida 9 de julio. Point de réunion de grandes manifestations politiques dans l'histoire argentine. Parfois plus d'un million de personnes.

### La rue qui ne dort jamais
Quantité d'établissements sont ouverts la nuit dans l'Avenida Corrientes. Parmi ceux-ci
- La pizzería Los Inmortales, auparavant Café de los inmortales, avec photos de ceux qui y passèrent
- Pizzería Güerrín
- Café La Paz, centre historique de réunion de militants de gauche
- Le Bar Ramos
- Caféteria La Giralda, qui offre d'excellents chocolate con churros
- Le théâtre General San Martín, de la Municipalité de Buenos Aires
- Le complexe La Plaza, initiative privée avec des salles de théâtre et des restaurants
- Nombreuses librairies (Hernández, Liberarte et bien d'autres)

### Le off-Corrientes
Après avoir dépassé le carrefour avec l'Avenida Callao, on quitte le quartier de San Nicolás, pour entrer dans celui de Balvanera. On se trouve dès lors dans ce qu'on appelle l' off-Corrientes, nom que l'on donne à cette zone de salles de théâtre alternatives.
On y trouve aussi le Centro Ricardo Rojas de l'Université de Buenos Aires, dédié à l'extension universitaire et à l'art expérimental.

### Quartier Once de septiembre
Le quartier Once de septiembre ou Onze septembre est le quartier juif traditionnel dédié surtout à la vente de vêtements pour les grands et les petits. Actuellement s'y sont ajoutés des commerces de coréens et d'autres nationalités.

### Abasto
Après avoir croisé l' Avenida Pueyrredón, on entre dans la petite patrie de Carlos Gardel. Ce quartier dégradé ces dernières décennies, est en train de récupérer lentement. Son nom est dû à l'ancien Marché d'approvisionnement de Buenos Aires, ou Mercado de Abasto de Buenos Aires, converti aujourd'hui en un centre commercial, le plus grand de Buenos Aires.

## Métro
- La ligne  du métro de Buenos Aires l'accompagne sous une grande partie de son parcours (Stations "Leandro N. Alem", "Florida", "Carlos Pellegrini", "Uruguay", "Callao", "Pasteur", "Pueyrredón", "Carlos Gardel", "Medrano", "Ángel Gallardo", "Malabia", "Dorrego", et "Federico Lacroze").

- La ligne  (station "Diagonal Norte").

- La ligne  (station "9 de Julio").

- La ligne  (station "Corrientes").